# Ácido ferúlico
El ácido ferúlico es un compuesto que forma parte del grupo de los ácidos hidroxicinámicos, entre ellos es el más abundante en la pared celular vegetal. Se encuentra enlazado covalentemente a polisacáridos, incluyendo glucoarabinoxilanos (GAXs) y pectinas, a través de enlaces ésteres.
Una proporción considerable del ferulato forma dímeros (dehidrodímeros y ciclodímeros) a través de su anillo aromático o del grupo alifático, resultando en una unión polisacárido-polisacárido y polisacárido-lignina. La dimerización es catalizada por peroxidasas.
La función del ácido ferúlico y diferúlico en las plantas es otorgar rigidez en la estructura y resistencia a la degradación por parte de microorganismos.

## Aplicaciones
Como precursor en la producción de Vainillina
El ácido ferúlico es un compuesto muy abundante. Puede ser utilizado como precursor en la producción a escala industrial de vainillina, un saborizante ampliamente utilizado y de alto valor comercial. Un proceso biotecnológico parece ser el método más apropiado para usar el ácido ferúlico como precursor, en vez de extraer la vainillina de extractos de vainilla o sintetizándolo mediante métodos químicos. Sin embargo aún falta investigación para que este proceso sea eficiente.[cita requerida]
En espectrometría de masas
Es utilizado como matriz de proteínas en espectrometria de masas (MALDI).[cita requerida]
Componente activo de bloqueadores solares.
Al poseer propiedades antioxidantes el ácido ferúlico es utilizado como componente en bloqueadores solares, protegiendo del daño producido por la radiación ultravioleta en la piel.[cita requerida]
Antiinflamatorio
El ácido ferúlico es utilizado en la industria farmacéutica por sus propiedades antiinflamatorias.[cita requerida]
Compuesto en alimento para pacientes oncológicos.
Se investiga su utilización y disposición como ingrediente en pacientes oncológicos que necesitan estimular la producción de anticuerpos, su propiedades antiinflamatorias así como su capacidad antioxidante.